# Дворец культуры имени Саид-Галиева
Дворец культуры имени Саид-Галиева (тат. Сәетгалиев исемендәге Мәдәният сарае) — дворец культуры у Дербышкинской площади и парка в Дербышках города Казани, названый в честь первого председателя Совета народных комиссаров Татарской АССР С. Саид-Галиева.
Один из трёх дворцов культуры сталинской архитектуры Казани периода 1950-х годов. Входит в список выявленных объектов культурного наследия Татарстана.

## История
Построен в 1953–1955 годах (сдан в эксплуатацию в 1959 году) по инициативе оптико-механического завода ГОМЗ, по проекту архитекторов И. А. Путвинского, И. А. Валеева и А. Э. Спориуса как Дом культуры оптико-механического завода.
8 мая 1980 года в здании открылся музей Трудовой и Боевой Славы Казанского Ордена Ленина оптико-механического завода.
В 2019–2020 годах ООО «СК «Алтын Групп» проведена реконструкция (капитальный ремонт) здания стоимостью 400 млн рублей.

## Архитектура
Трёхэтажное классицистическое здание отличается монументальностью форм и значительными габаритами, выделяясь на фоне типовых двухэтажных домов для рабочих, которыми изначально застраивался посёлок. Центр композиции главного фасада, который обращён к площади — портик из шести колонн коринфского ордера, которые поддерживают тяжёлый архитрав, широкий фриз и фронтон. Карнизы, составляющие треугольный фронтон, как и опоясывающий здание карниз, имеют дентикулы. К торцам здания примыкают портики без фронтонов. Окна нижнего этажа украшают замковые камни, окна второго этажа через одно дополнены треугольными сандриками, окна третьего этажа оформлен простыми филёнками.
Основной объём, простирающийся в глубину парка, занимают зрительный зал на 1300 мест и сценическая коробка. В интерьере наиболее интересно двусветное фойе, окружённое колоннами квадратного сечения, на которые опирается опоясывающий фойе балкон с балясинами.

## Парк
За дворцом находится парк в котором есть 2 памятника, блокадным ленинградцам и героям Великой Отечественная война, на втором есть вечный огонь. Также в парке есть детская площадка, тренажёрная площадка, площадка для собак, плакаты посвящённые истории посёлка Дербышки и киоск где продаются пончики и кофе. В 2020 прошла реконструкция. Рядом с парком есть стадион Ракета.

## Фотографии

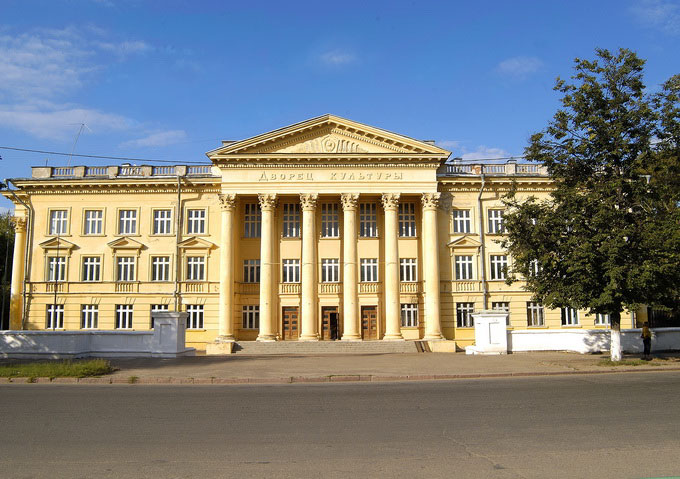
ДК в 2010 году
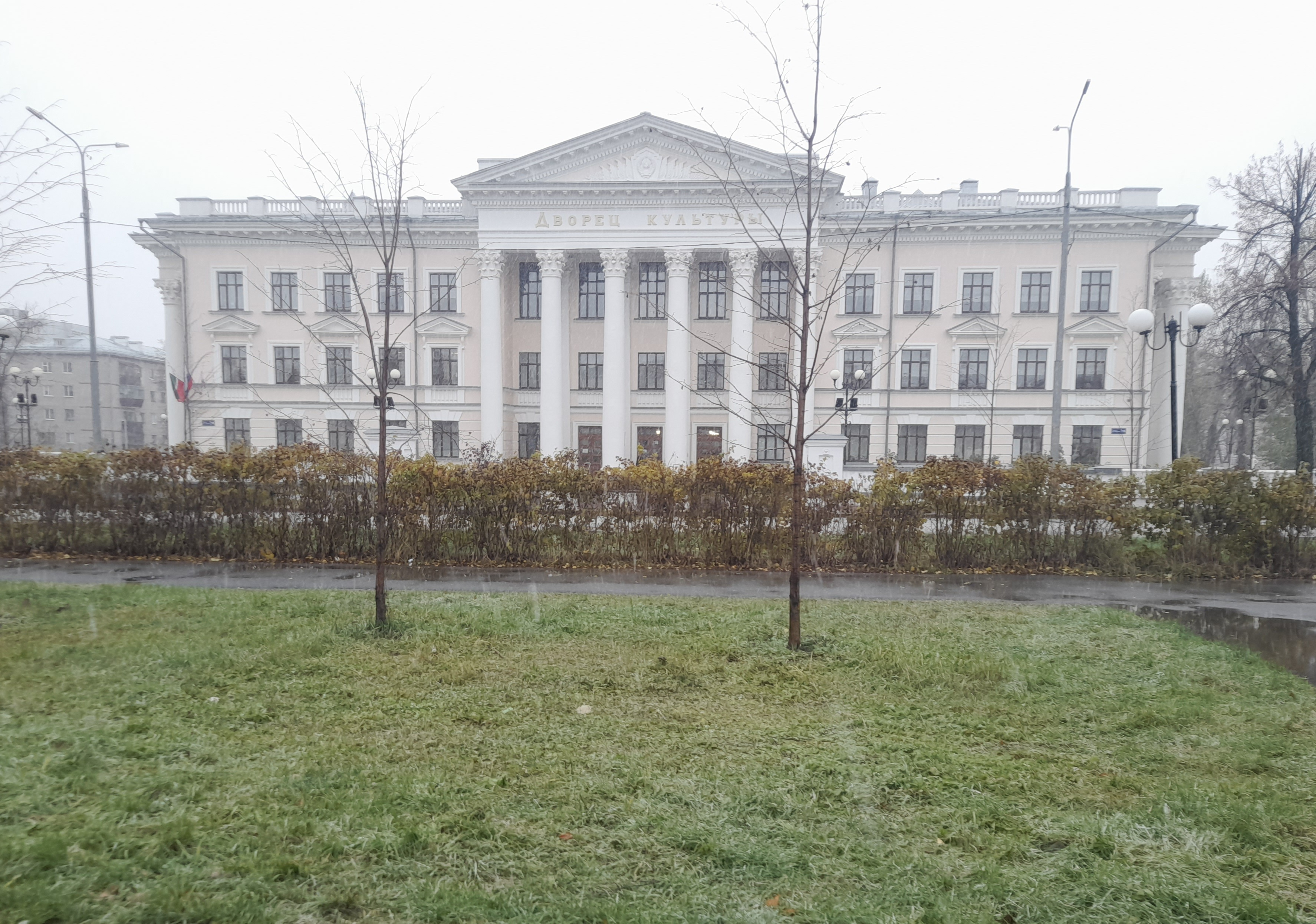
ДК 2 ноября 2022 года (вид с Дербышкинской площади